# Watanabe Mitsuteru
Mitsuteru Watanabe (sinh ngày 10 tháng 4 năm 1974) là một cầu thủ bóng đá người Nhật Bản.

## Sự nghiệp câu lạc bộ
Mitsuteru Watanabe đã từng chơi cho Kashiwa Reysol, Gamba Osaka và Yokohama FC.